# Wurzelkanalbehandlung

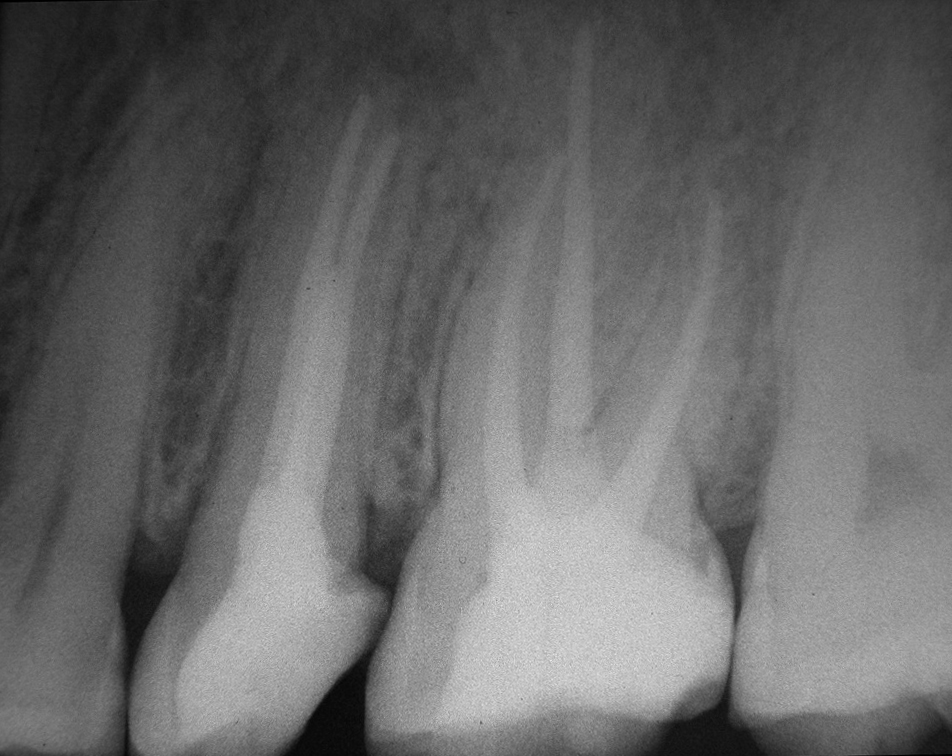
Zähne 25 und 26 nach endodontischer Behandlung, provisorische Versorgung

Unter einer Wurzelkanalbehandlung versteht man in der Zahnmedizin eine Therapie mit dem Ziel, einen Zahn zu erhalten, dessen Pulpa (im Volksmund: „Zahnnerv“) vital, aber irreversibel entzündet oder devital (abgestorben) ist. Dabei wird das vitale oder devitale Pulpengewebe aus dem Wurzelkanal entfernt, der Wurzelkanal erweitert und dabei das den Wurzelkanal umgebende infizierte Wurzeldentin durch Herausfeilen entfernt. Abschließend wird der Wurzelkanal gefüllt. Die Wurzelkanalbehandlung ist Teil der Endodontie, die wiederum zur konservierenden Zahnheilkunde gehört.

## Ursachen

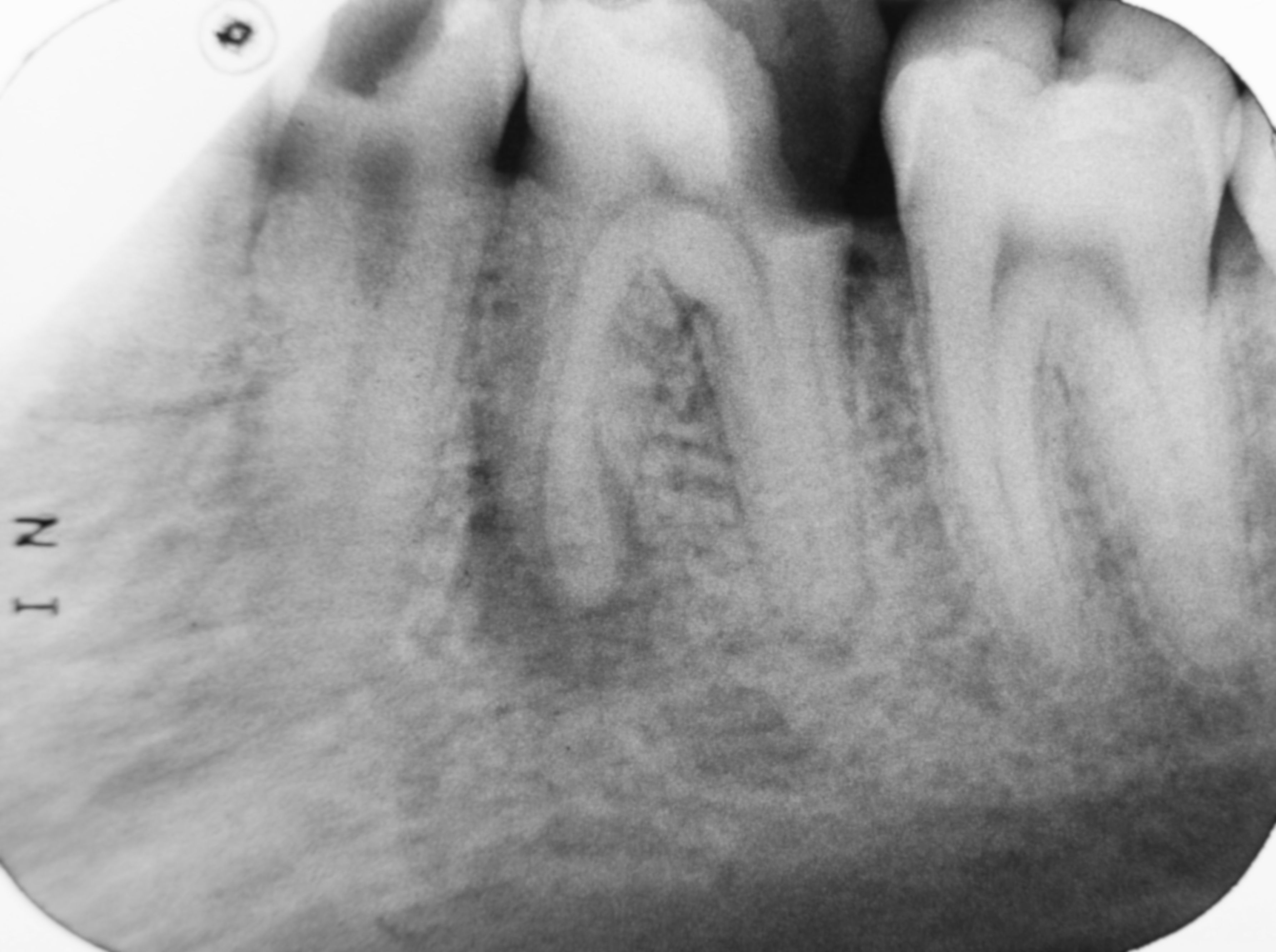
Apikale Aufhellung an der mesialen Wurzelspitze des Zahnes 36

Die Ursachen für die Entzündung des Zahnmarks (Pulpitis) sind vielfältig. Meist besteht zunächst ein kariöser Defekt, der als Eintrittspforte für Bakterien dient und eine gewisse Zeit schmerzfrei verläuft. Eine Zahnfraktur oder ein Behandlungstrauma, zum Beispiel durch Überhitzung beim Beschleifen des Zahnes für eine Zahnkrone, kann zu einer Pulpitis führen, die akut äußerst schmerzhaft sein kann. Gelegentlich kann auch eine Entzündung der Pulpa von retrograd erfolgen, wenn der Zahnhalteapparat so weit geschädigt ist, dass die Infektion über die Zahnfleischtasche bis an die Wurzelspitze vordringt und von dort in den Wurzelkanal aufsteigt.
Im Verlauf einer odontogenen Infektion stirbt unbehandelt die Pulpa ab und die Keime breiten sich im System der Wurzelkanäle aus. Der Körper reagiert mit einer Entzündung des Zahnhalteapparates (Parodontitis apicalis) im Sinne einer Abwehrreaktion. Eine Parodontitis apicalis kann in einer akuten oder einer chronischen Form vorliegen. Die akute Form ist oft mit Schmerzen verbunden, sie kann unter Umständen röntgenologisch nur schwer verifiziert werden, während eine chronische Parodontitis apicalis bei einer Auflösung der Knochenstruktur im Bereich der Wurzelspitze im Röntgenbild als Aufhellung sichtbar sein kann. Im Röntgenbild erscheint die Aufhellung dunkel, da das Röntgenbild ein Negativ darstellt.

## Indikationen

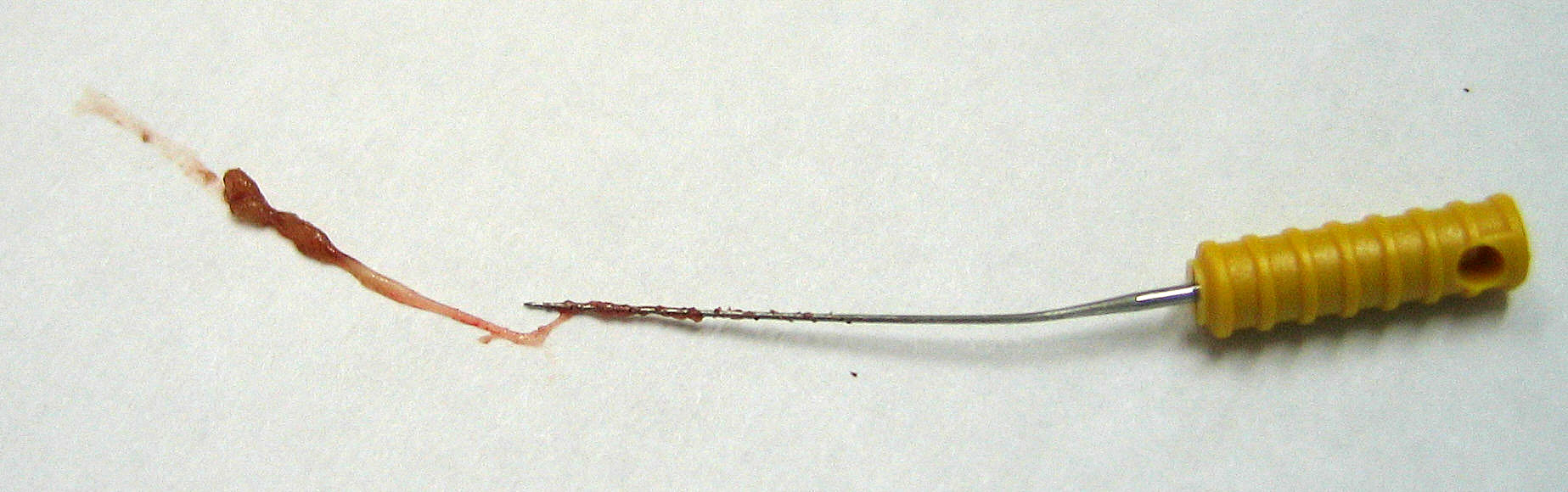
Exstirpationsnadel mit frisch entfernter Pulpa

Eine Wurzelkanalbehandlung wird im Regelfall bei zwei Indikationen durchgeführt:
- Ist der Zahn vital und die Pulpa irreversibel geschädigt, wird eine Vitalexstirpation durchgeführt. Nach einer Lokalanästhesie wird die Pulpa mit einer Exstirpationsnadel entfernt und das System der Wurzelkanäle mechanisch durch eine Aufbereitung gereinigt. Dabei wird mit Feilen mit aufsteigendem Durchmesser die Kanalwand ausgefeilt. Nach weiteren Reinigungsprozessen mittels Natriumhypochloritlösungen wird der Zahn mittels einer Wurzelkanalfüllung wieder verschlossen.
- Ist der Zahn bereits devital, ist das Ziel der Behandlung die Entfernung der gangränösen Pulpa und der Keime aus dem Zahninneren. Nach der Eröffnung des Zahnes wird auch hier – wie bei der Vitalexstirpation – das System der Wurzelkanäle ausgefeilt und gereinigt.

In manchen Fällen muss ein vitaler, gesunder Zahn mittels einer Wurzelkanalbehandlung devitalisiert werden. Dies kann in folgenden Fällen erforderlich sein, wenn der Zahn sonst nicht prothetisch versorgt werden könnte:
- Der Zahn hat eine ungünstige, meist gekippte Stellung und soll als Pfeiler für eine prothetische Versorgung dienen, beispielsweise eine Teilprothese auf Teleskopkronen, jedoch muss er auf Grund des Kippungsgrades so weit zugeschliffen werden, dass sich eine Eröffnung der Pulpa nicht vermeiden lässt.
- Der vitale Zahn ist auf Zahnfleischniveau frakturiert, die Pulpa ist nicht eröffnet und der Zahn muss durch einen Stiftaufbau wiederaufgebaut werden. Hierzu muss ein Befestigungsstift in den Wurzelkanal eingebracht werden.

## Ziel der Behandlung

### Ziele und Prinzipien der Wurzelkanalaufbereitung
- Vollständige Entfernung des Pulpagewebes, von Keimen und nekrotischem Material aus allen Kanälen
- Erhaltung der Integrität des periapikalen Gewebes oder Schaffen der Voraussetzung zur Ausheilung bereits existierender Läsionen endodontischen Ursprungs
- Aufbereitung exakt bis zum endodontischen Apex
- Allseits gleichmäßige Bearbeitung der Kanalwände ohne Formveränderung des Kanals und ohne übermäßige Schwächung der Wurzel
- Formgebung zur Erleichterung und Optimierung der definitiven Füllung[1]

### Ziele und Prinzipien der Wurzelfüllung
Bakteriendichter und dauerhafter Verschluss des Wurzelkanalsystems mit nichtresorbierbaren, randständigen, röntgensichtbaren und biokompatiblen Materialien wie Guttapercha. Das Füllmaterial soll dabei gegebenenfalls auch leicht wieder entfernbar sein.

## Praktische Durchführung

Schritte der Wurzelkanalbehandlung

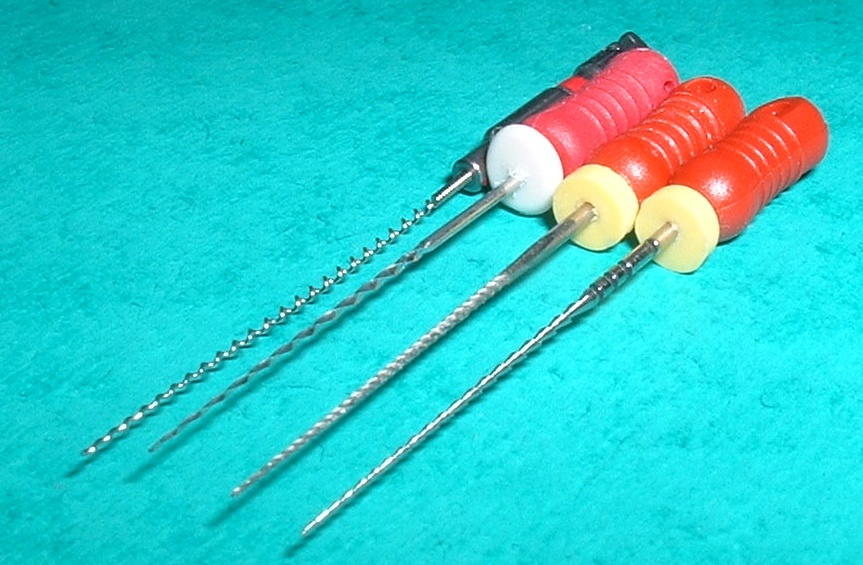
Wurzelkanalinstrumente, von links: Lentulo (Wurzelfüller), Reamer, K-Feile, Hedströmfeile, alle ISO-Größe 25

### Zugangskavität
Nach ggf. Anlegen von Kofferdam wird zunächst ein Zugang zum Kanalsystem geschaffen. Dieser muss einerseits groß genug sein, um die Behandlung unter guter Sicht durchführen zu können, andererseits aber auch nicht zu groß, um einen unnötigen Verlust von gesunder Zahnsubstanz zu vermeiden.

### Reinigung
Nach einer Lokalanästhesie erfolgt die Längenbestimmung des Wurzelkanals oder der -kanäle (anhand eines Röntgeneinzelbilds in Verbindung mit speziellen Messnadeln oder auf elektrischem Weg durch Endometrie). Anschließend werden die Kanäle mit Handfeilen oder maschinell angetriebenen rotierenden Instrumenten konisch erweitert („aufbereitet“). Durch Spülungen mit verschiedenen Lösungen, wie z. B. NaOCl, 3-prozentige H2O2-Lösung, EDTA oder CHX, werden Verunreinigungen aus den Kanälen entfernt, die Schmierschicht beseitigt und Mikroorganismen bekämpft. Mittels Laser kann vor der Abfüllung der Kanäle zusätzlich zu den üblich verwendeten Spüllösungen eine Desinfektion erfolgen. Die Spüllösungen können durch Ultraschall aktiviert werden, um die Wirkung zu verstärken. Auf diese Weise können auch Kanalverzweigungen und infizierte Dentinbereiche desinfiziert werden, die einer instrumentellen Aufbereitung nicht zugänglich sind. Auf Endodontie spezialisierte Zahnärzte verwenden bei der Wurzelkanalbehandlung ein Operationsmikroskop, das mit seiner zusätzlichen Lichtquelle mit koaxialem Licht und der Vergrößerung das Auffinden und Betrachten der Kanaleingänge erleichtert.

### Ausformung
Zur füllungsgerechten Aufbereitung des Kanalsystems hat es sich bewährt, die Kanaleingänge zuerst von koronal nach apikal mit Gates-Glidden-Bohrern koronal zu erweitern. Die weitere Aufbereitung des Kanalsystems kann entweder mit einer apikal-koronalen Methode wie der Step-back-Technik oder bei gekrümmten Kanälen mit einer koronal-apikalen Methode wie der Crown-down-Technik erfolgen. Die Wurzelkanalinstrumente dienen neben dem Dentinabtrag (im Sinne einer Reinigung) vorrangig zur Formgebung der Wurzelkanalhohlräume. Die Instrumente schaffen durch die Bearbeitung der Wurzelkanalwände Platz, um die Effektivität der Spüllösungen zu verbessern und um ein definiertes Profil zum vorhersehbaren Verschluss zu präparieren.

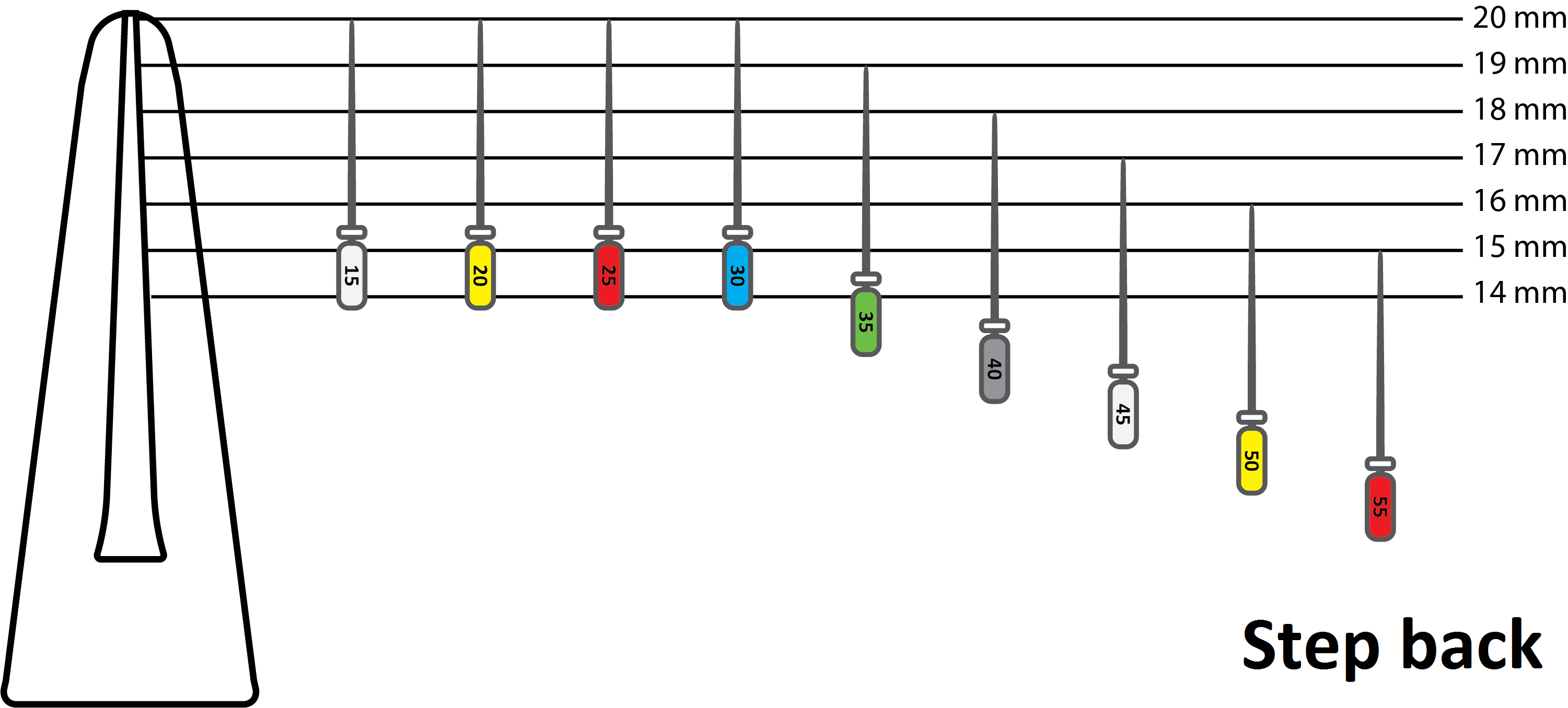
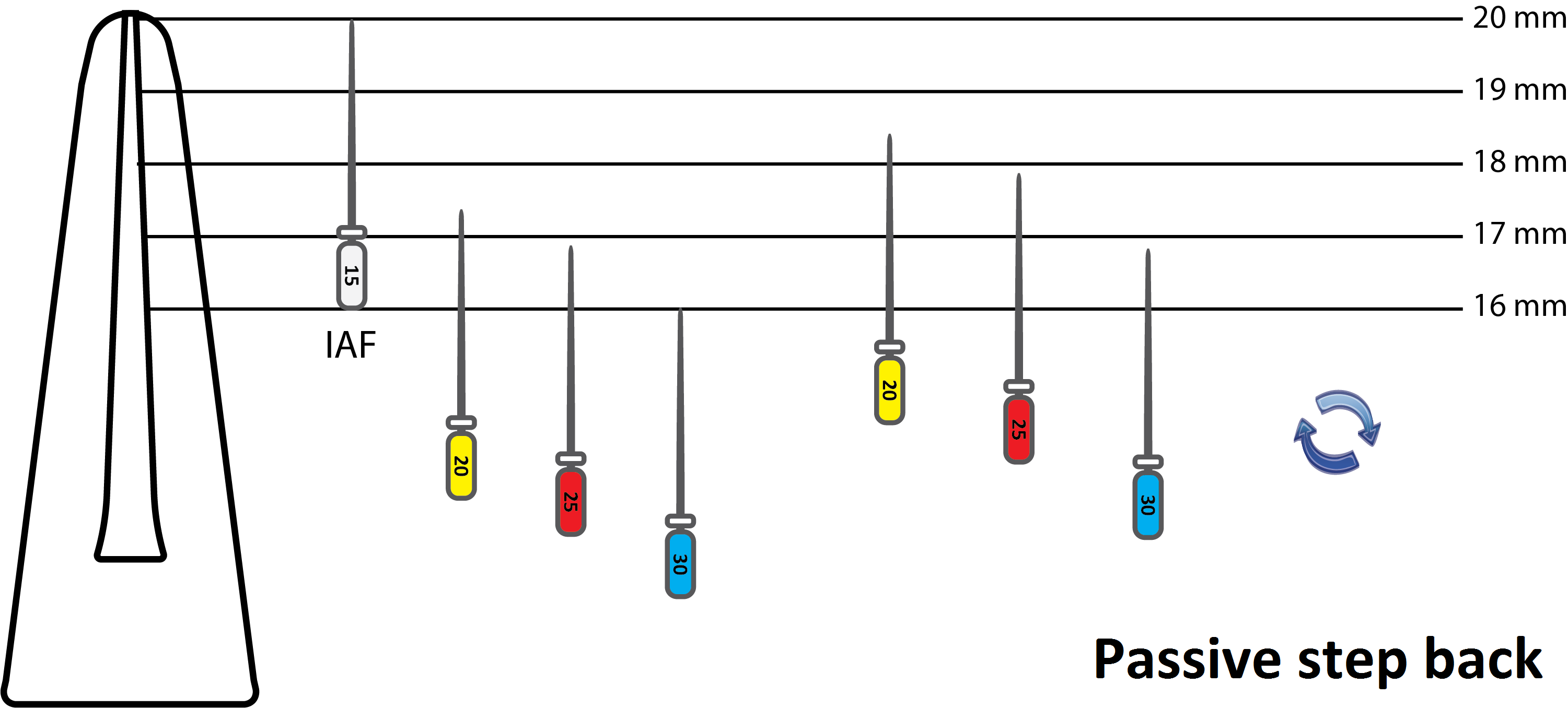
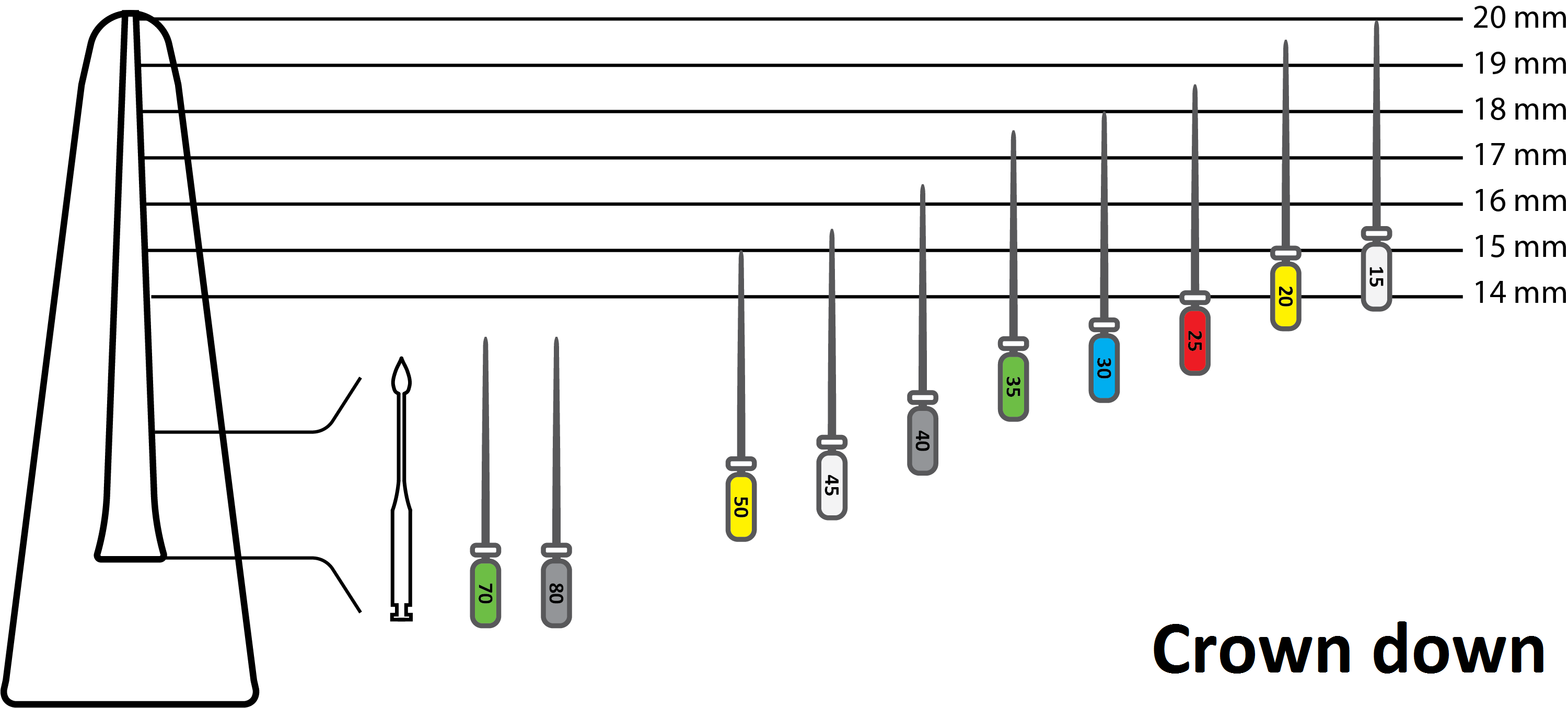

### Füllung

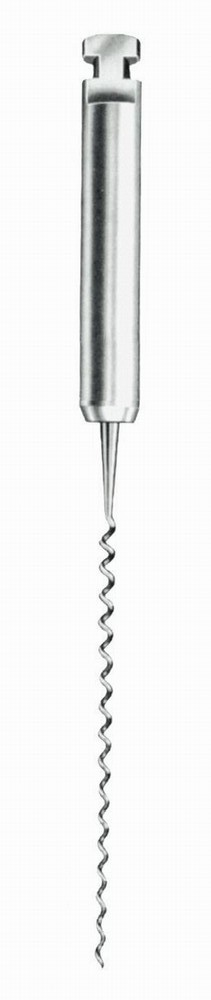
Wurzelfüller nach Lentulo

Die Wurzelfüllung gehört zu den Zahnfüllungen. Nach der Reinigung und Ausformung der Wurzelkanäle werden die Hohlräume gefüllt. Dies erfolgt überwiegend mit Guttapercha und einem Dichtzement, einem Versiegler (engl. „Sealer“). Die Wurzelfüllung sollte möglichst viel Guttapercha und möglichst wenig Sealer enthalten, weil die Guttapercha das biokompatiblere und stabilere Material darstellt.
Sollte keine sofortige Wurzelfüllung möglich sein, erfolgt zunächst eine medikamentöse Einlage. Dabei wird meistens ein (iodhaltiges) Calciumhydroxid-Präparat, seltener ein Kortison-Antibiotikum-Präparat, verwendet. In diesen Fällen werden die Wurzelkanäle erst in einer weiteren Behandlungssitzung endgültig verschlossen.
Die Wurzelfüllung kann klassisch mittels eines Zements und eines Guttaperchastifts erfolgen (Ein-Stift-Methode) oder mittels lateraler Kondensation, wo zusätzlich noch weitere Guttaperchastifte eine dichtere Wurzelfüllung ermöglichen. Es gibt des Weiteren die Möglichkeit, mittels thermischer Wurzelfüllungstechniken den Zahn abzufüllen. Dabei wird ein Guttaperchastift erwärmt und dann in den Kanal eingebracht, wodurch die Möglichkeit besteht, durch Verflüssigung des Materials in die Aufästelung des Wurzelkanals an der Wurzelspitze in die kleinen Lumen einzudringen. Hier kann es zu einem Herauspressen des Sealermaterials um die Wurzelspitze kommen (Puff). Zudem besteht die Möglichkeit, einen Stift zuerst einzubringen, ihn dann im Kanal zu erwärmen und abzutrennen („Downpack“) und den Rest des Kanals mit flüssiger Guttapercha (Backfill) aufzufüllen. Für die zuletzt genannte Technik ist ein Operationsmikroskop zur besseren Sicht von Vorteil. Zusätzlich bietet das Operationsmikroskop die Möglichkeit, weitere kleinere Kanäle im Zahn aufzufinden oder Perforationen im Kanal mit besonderen Materialien zu decken.

#### Forschung
Neue Arten von Guttapercha-Spitzen sollen mit Hilfe von Nanodiamanten das Wachstum von Bakterien nach einer Wurzelkanalbehandlung erfolgreich bekämpfen. Dabei handelt es sich um winzige Kohlenstoffverbindungen, welche gezielt mit Arzneien gefüllt werden können und somit zu einer verbesserten Wirkung in der Behandlung beitragen. Die NDGP genannten Guttaperchaspitzen werden mit einem Anteil an Nanodiamanten und mit dem Breitbandantibiotikum Amoxicillin versetzt. Bakteriellen Restinfektionen soll damit nach einer Wurzelkanalbehandlung vorgebeugt werden.
Zusammensetzung
Trans-1,4-Polyisopren + ZnO2 + BaSO4 + Wachs
Nanodiamanten + Amoxicillin → ND-AMC

### Beispiel
Der Ablauf einer Wurzelkanalbehandlung am Zahn 17

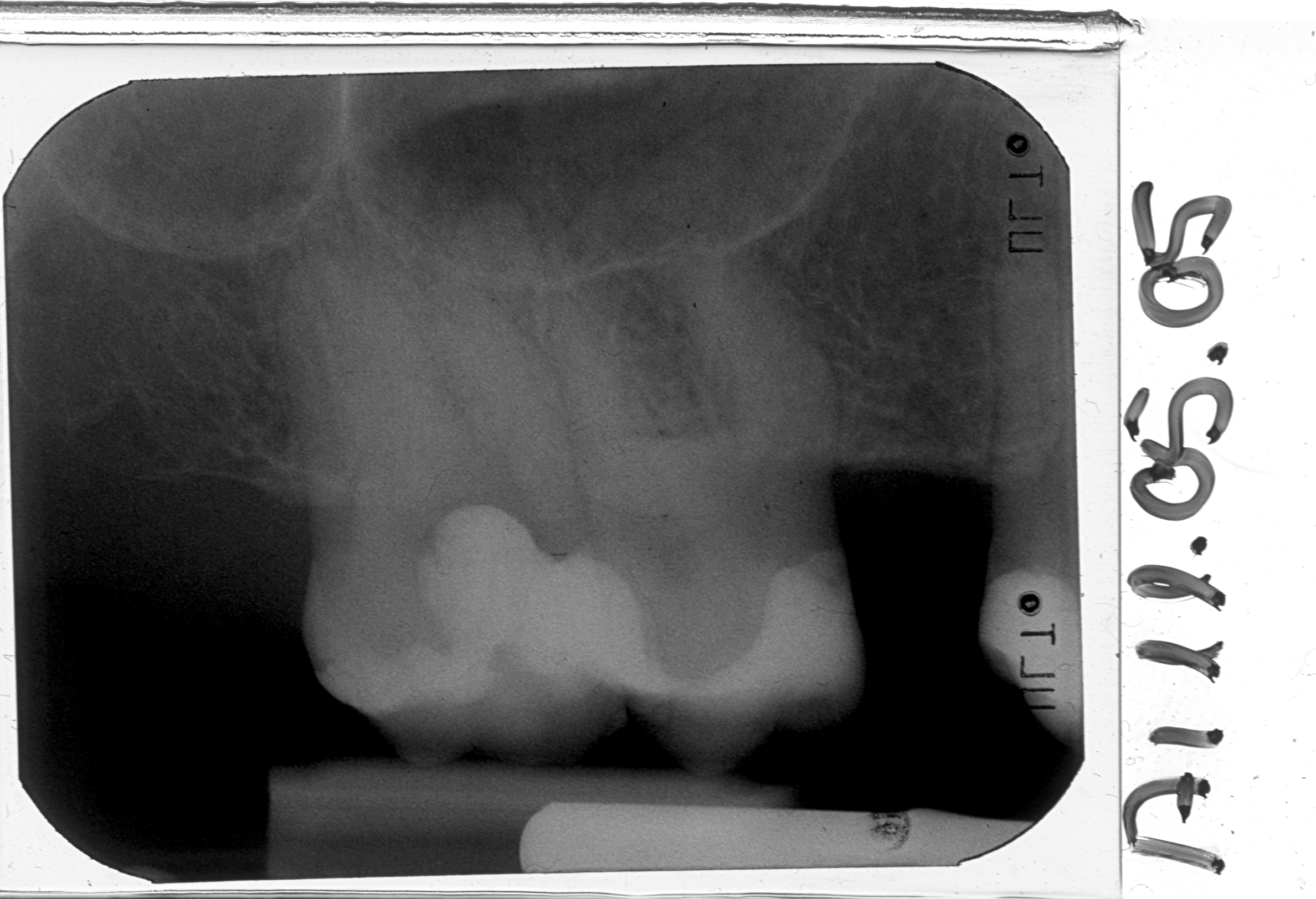
Röntgenaufnahme vor Wurzelkanalbehandlung
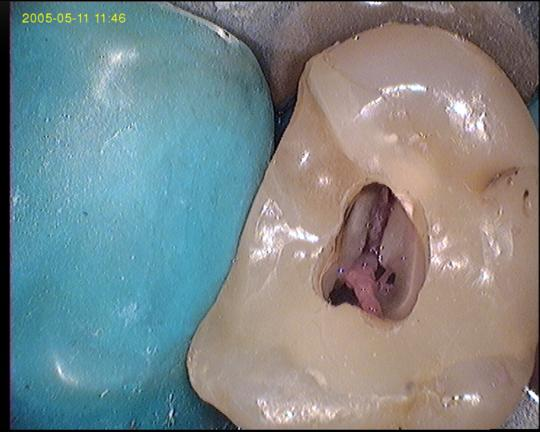
Zahn eröffnet, Pulpa soll entfernt werden
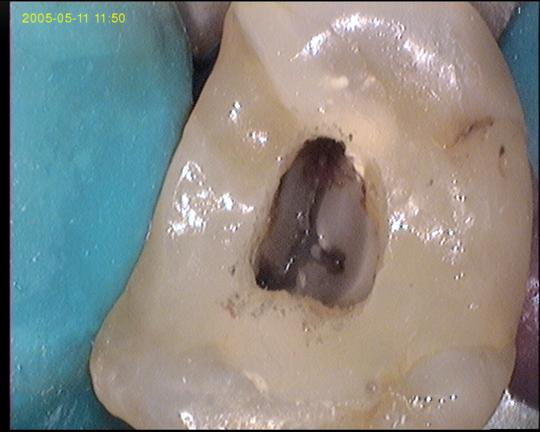
Pulpa exstirpiert
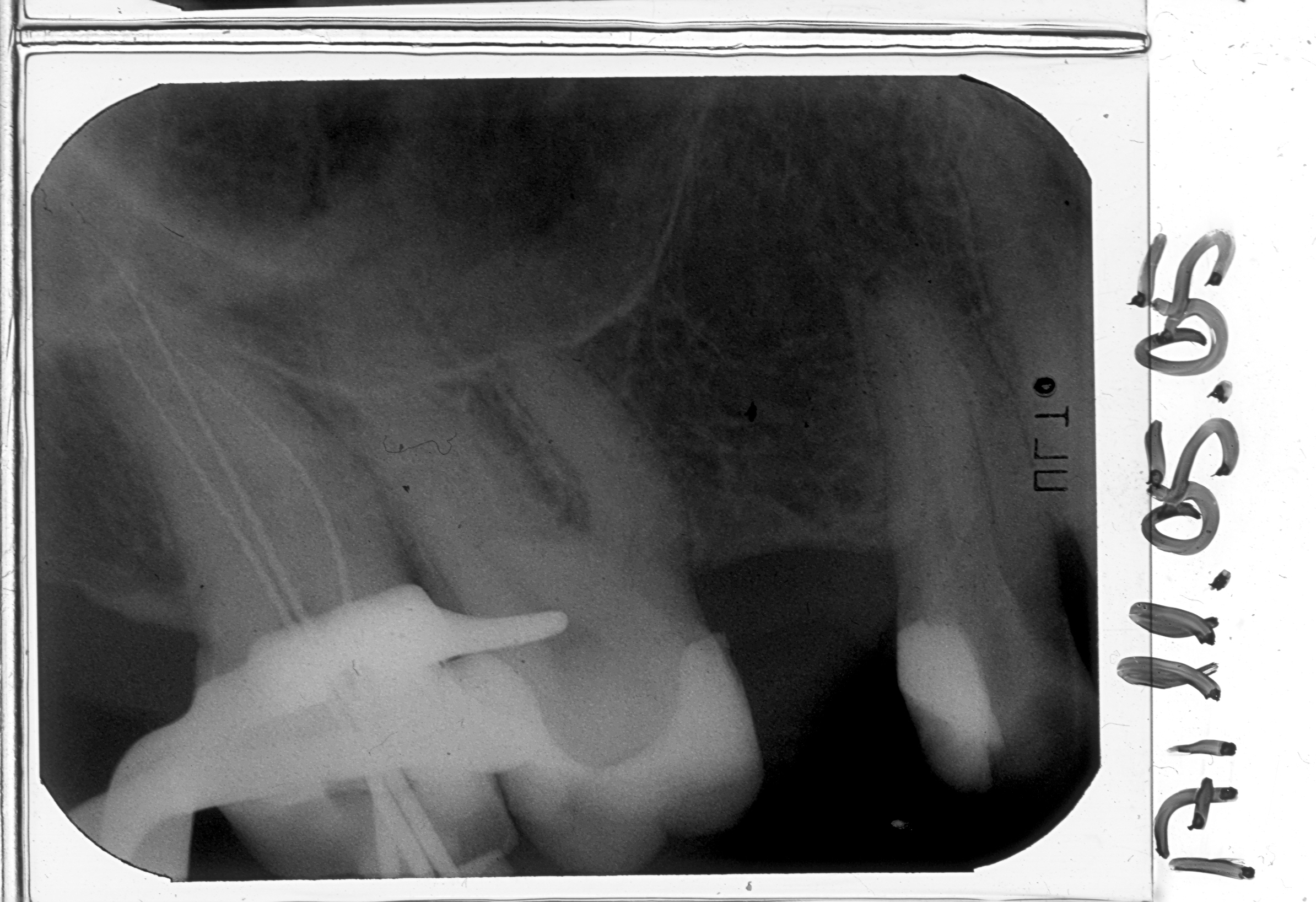
Messaufnahme
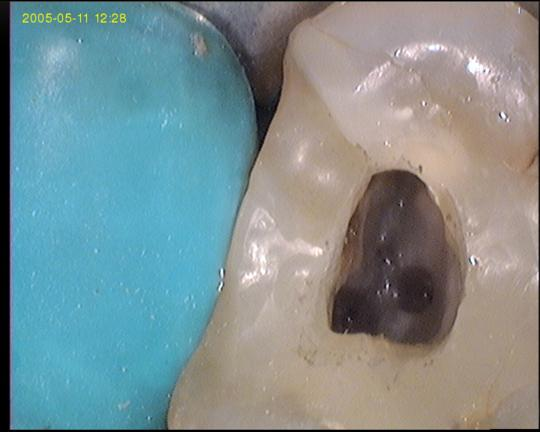
Drei Kanäle aufbereitet und ausgeformt
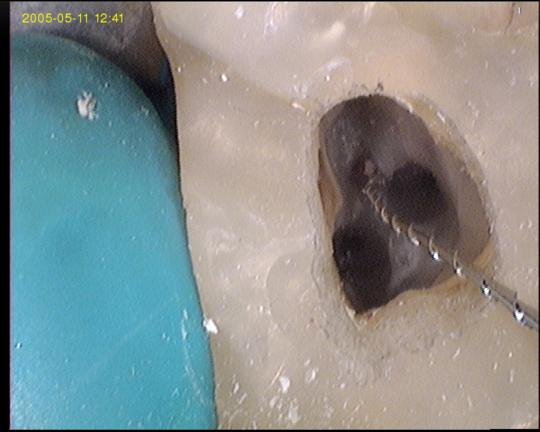
Oft haben obere Molaren allerdings vier Kanäle
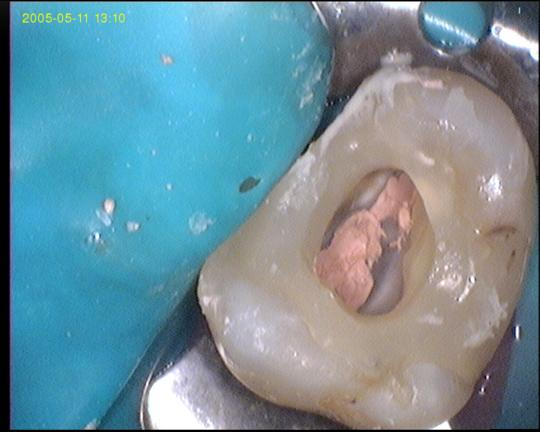
Alle vier Kanäle abgefüllt
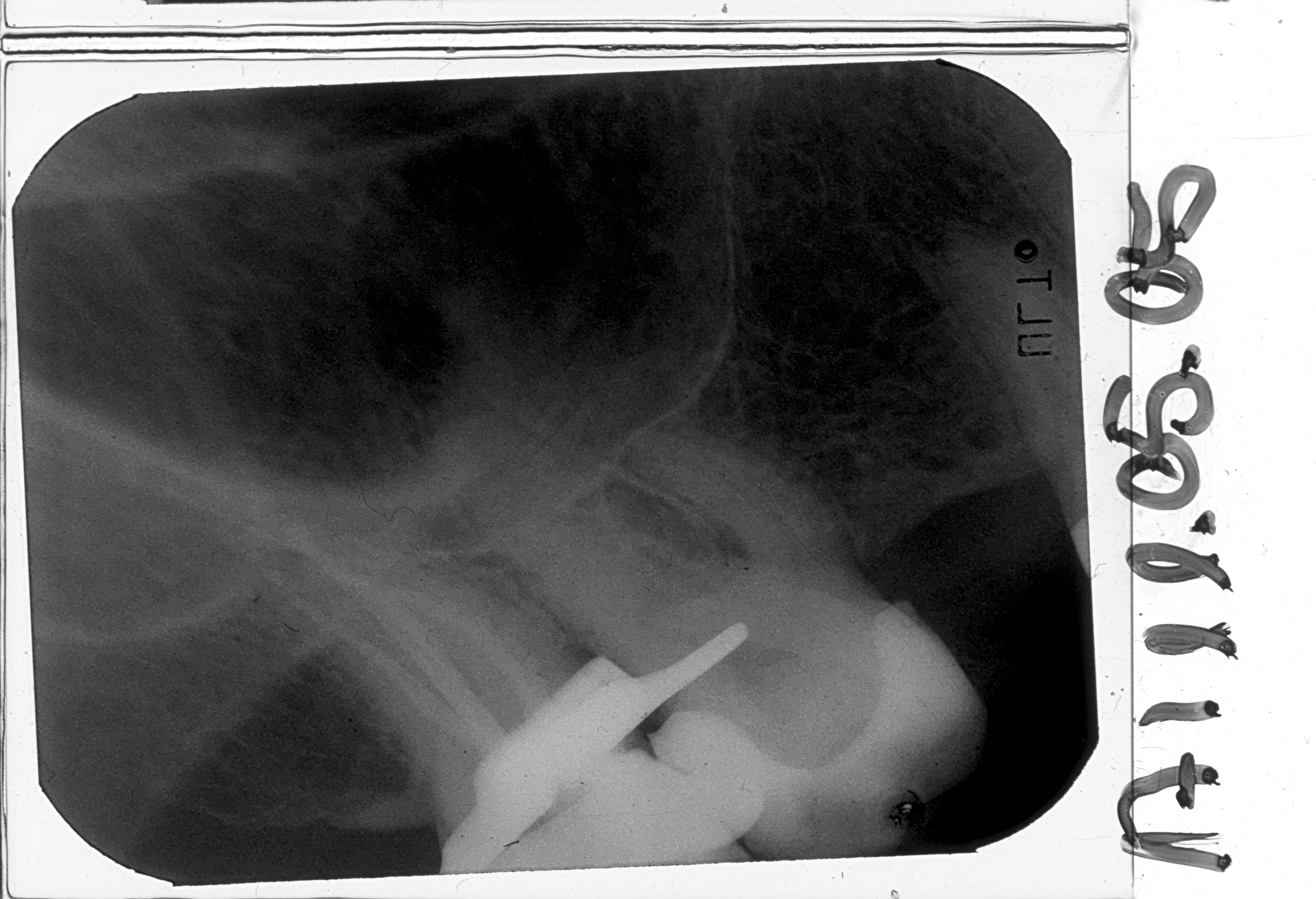
Kontrollaufnahme nach Wurzelkanalbehandlung
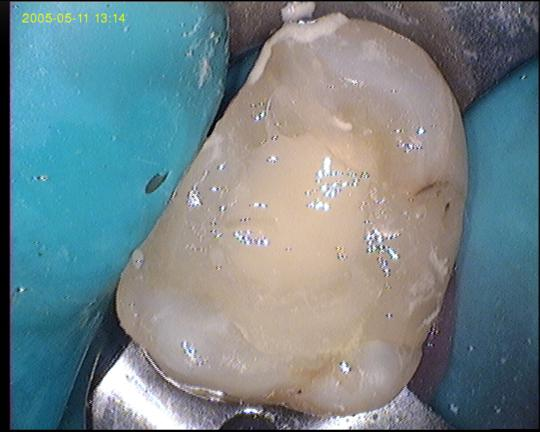
Deckfüllung
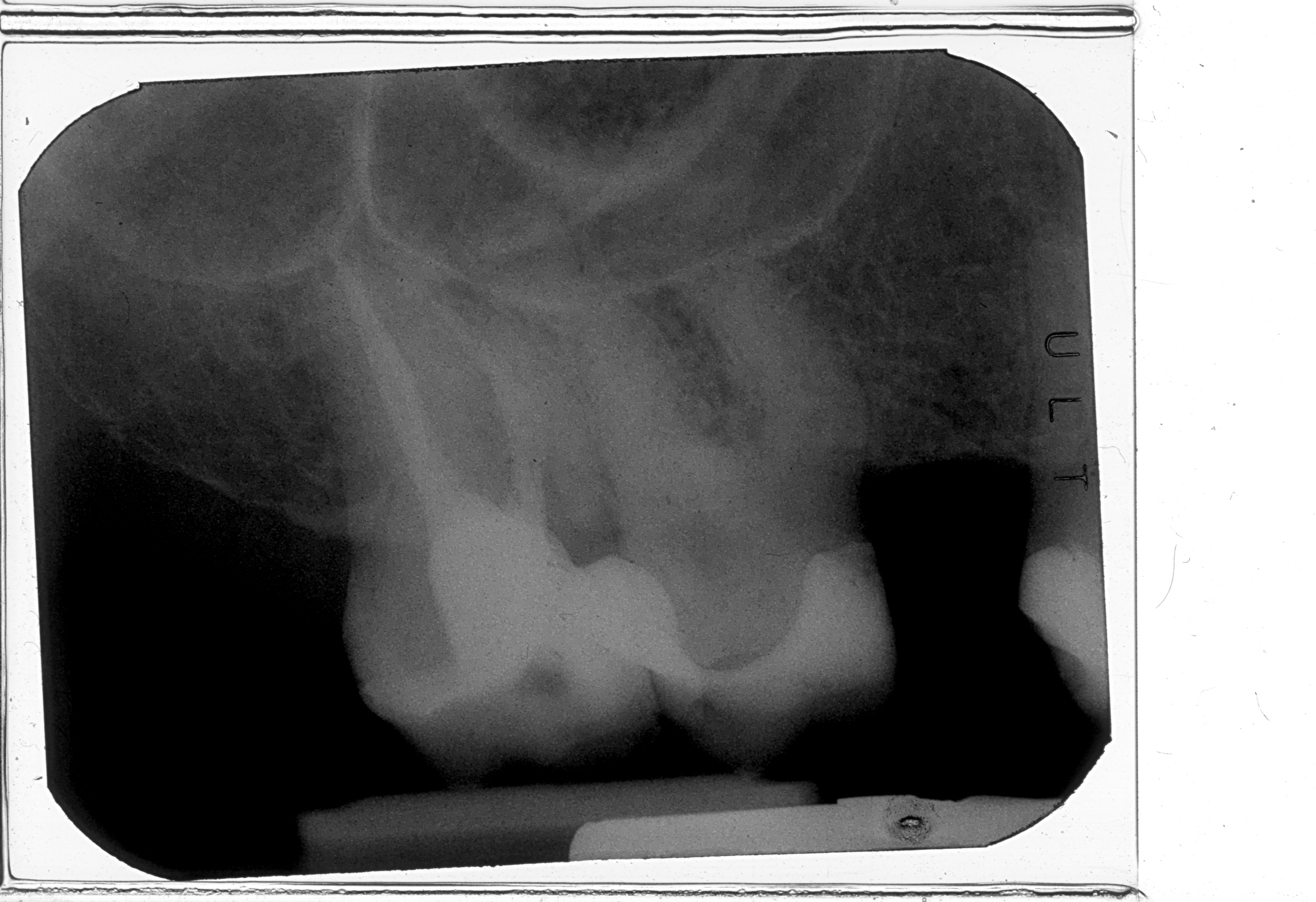
Kontrollaufnahme nach 20 Monaten

## Mögliche Komplikationen

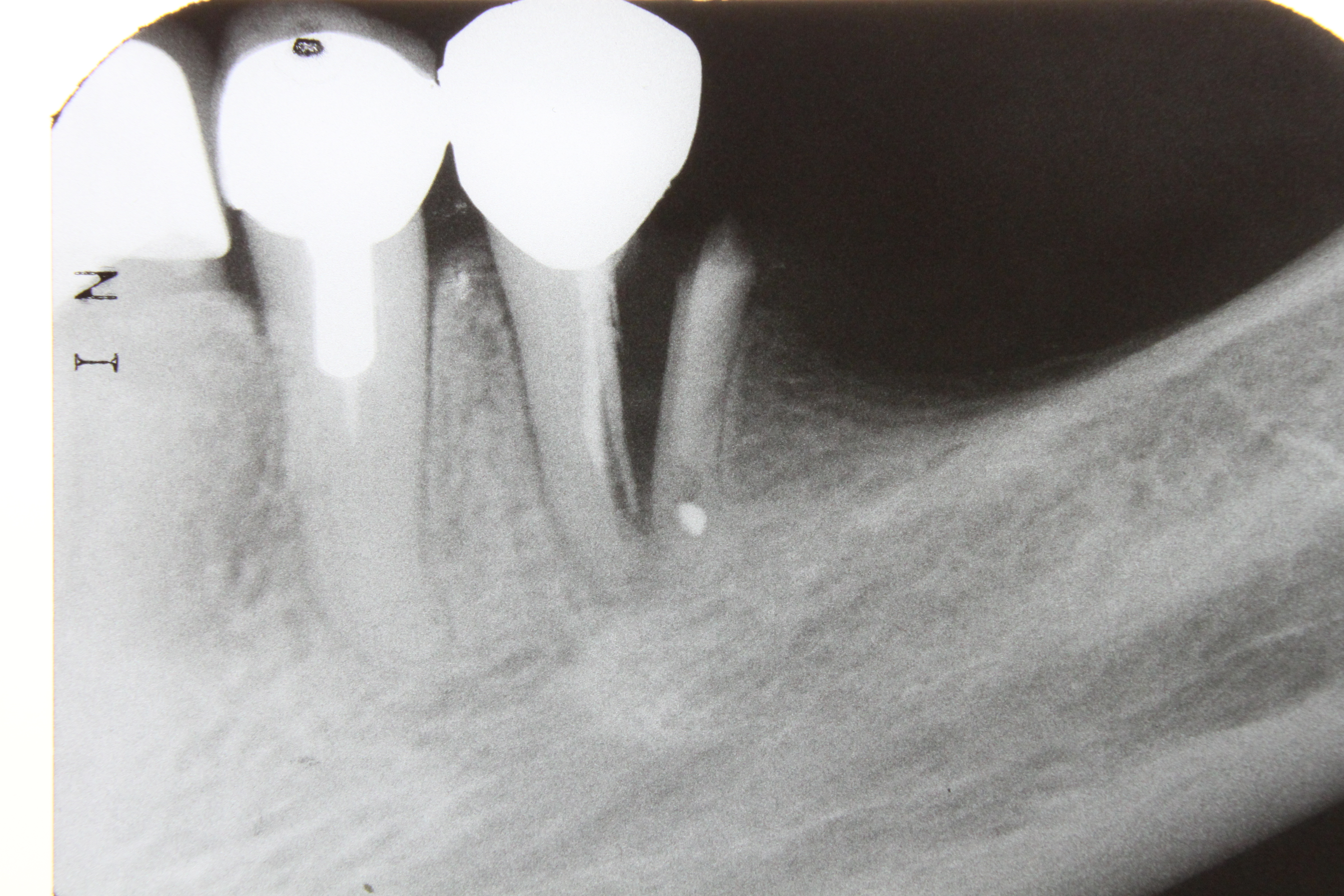
Wurzelfraktur zwei Jahre nach einer Wurzelkanalbehandlung

Unter optimalen Bedingungen liegen die Erfolgschancen einer Wurzelbehandlung bei 90 Prozent. In Deutschland sind allerdings in 60 bis 50 Prozent der Fälle weitere Behandlungen nötig, da ideale Bedingungen selten gegeben sind und häufig Komplikationen auftreten. Komplikationen bei Wurzelkanalbehandlungen können verursacht werden durch:
- unzugängliche Kanalabschnitte (Verlegung des Kanallumens durch Dentikel, starke Krümmung der Wurzel, Verzweigungen),
- abgebrochene Instrumente,
- besonders hartnäckige Mikroorganismen wie etwa Enterococcus faecalis oder Candida albicans, die bis zu 0,4 mm tief in Dentintubuli eindringen und als Monoinfektion überleben können,
- eine zusätzliche parodontale Schädigung des Zahnes,
- Via falsa („falscher Weg“) – iatrogene (vom Arzt verursachte) Perforation der Wurzel oder
- Frakturen der Wurzel.

In manchen Fällen ist ergänzend eine Wurzelspitzenresektion mit retrograder Wurzelfüllung indiziert. Alternativ kann eine Revision der Wurzelkanalbehandlung angebracht sein, der im Regelfall der Vorzug vor einer Wurzelspitzenresektion gegeben werden sollte.
siehe ausführlicher: Alternativen zur Wurzelspitzenresektion

## Krankenversicherungsrechtliche Aspekte
In Deutschland wurden zum 1. Januar 2004 die Kassenrichtlinien zur Wurzelkanalbehandlung geändert. Eine Wurzelkanalbehandlung kann vom Zahnarzt nur noch dann zu Lasten der Gesetzlichen Krankenkassen erbracht werden, wenn für den jeweiligen Zahn die Richtlinien des Gemeinsamen Bundesausschusses (G-BA) erfüllt sind. Endodontische Behandlungen von Zähnen, die nicht diesen Richtlinien entsprechen, können mit dem gesetzlich versicherten Patienten auf dessen Wunsch privat nach der Gebührenordnung für Zahnärzte (GOZ) vereinbart werden.
Die Wurzelkanalbehandlung an Molaren ist in der Regel angezeigt, wenn
- damit eine geschlossene Zahnreihe erhalten werden kann,
- eine einseitige Freiendsituation vermieden wird,
- der Erhalt von funktionstüchtigem Zahnersatz nur dadurch möglich wird.

Darüber hinaus grenzen die Richtlinien des G-BA die vertragszahnärztliche Wurzelkanalbehandlung weiter ein.
9.1 Eine Behandlung im Rahmen der vertragszahnärztlichen Versorgung ist nur dann angezeigt, wenn die Aufbereitbarkeit und Möglichkeit der Füllung des Wurzelkanals bis bzw. bis nahe an die Wurzelspitze gegeben sind.
9.4 Bei pulpentoten Zähnen mit im Röntgenbild diagnostizierter pathologischer Veränderung an der Wurzelspitze ist bei der Prognose kritisch zu überprüfen, ob der Versuch der Erhaltung des Zahnes durch konservierende oder konservierend-chirurgische Behandlung unternommen wird. Für die Therapie von Zähnen mit Wurzelkanalfüllungen und apikaler Veränderung sind primär chirurgische Maßnahmen angezeigt.
9.5 Bei kombinierten parodontalen und endodontischen Läsionen ist die Erhaltung der Zähne im Hinblick auf die parodontale und endodontische Prognose kritisch zu prüfen.
10. In der Regel ist die Entfernung eines Zahnes angezeigt, wenn er nach den in diesen Richtlinien beschriebenen Kriterien nicht erhaltungsfähig ist. Ein Zahn, der nach diesen Richtlinien nicht erhaltungswürdig ist, soll entfernt werden. Eine andere Behandlung von nicht erhaltungswürdigen Zähnen ist kein Bestandteil der vertragszahnärztlichen Versorgung.
Nach § 8 Abs. 7 BMV-Z sind die Zuzahlungen zu Vertragsleistungen unzulässig. Jedoch dürfen Leistungen, die nicht im Katalog der gesetzlichen Krankenversicherung enthalten sind und im Zusammenhang mit Wurzelbehandlung stehen, dem Patienten außervertraglich angeboten und zusätzlich vereinbart werden, ohne dass deswegen die gesamte Behandlung privat abgerechnet werden muss. Eine Entscheidung über die Notwendigkeit der Zusatzleistungen wird vom Zahnarzt getroffen und zwischen ihm und dem Patienten in der Regel schriftlich vor der Behandlung anhand der GOZ vereinbart. Solche fakultativen Leistungen werden nicht von den deutschen gesetzlichen Krankenkassen getragen, jedoch können sie von privaten Zahnzusatzversicherungen oder einer privaten Krankenvollversicherung je nach Tarif erstattet werden.

## Stammzellengewinnung aus dem Zahnmark der Milchzähne
Das Milchzahngebiss eignet sich als Quelle der Stammzellengewinnung. Die im Zahnmark befindlichen Zellen können extrahiert, mit einem speziellen Wachstumsmittel kultiviert und schließlich für  medizinische Zwecke konserviert werden. Die Stammzellen können in der Zahnmedizin für die Regeneration der dentalen Pulpa bei Erwachsenen eingesetzt werden. Mithilfe einer Verpflanzung von Stammzellen im Rahmen eines Tissue Engineerings können sich Teile der Wurzelkanäle wieder erneuern.